# Unicoi County
Unicoi County är ett administrativt område i delstaten Tennessee, USA, med 18 313 invånare. Den administrativa huvudorten (county seat) är Erwin.

## Geografi
Enligt United States Census Bureau har countyt en total area på 483 km². 482 km² av den arean är land och 1 km² är vatten.

### Angränsande countyn
- Washington County - norr
- Carter County - nordost
- Mitchell County, North Carolina - öst
- Yancey County, North Carolina - söder
- Madison County, North Carolina - sydväst
- Greene County - väst